# Battaglia di Penfui
La battaglia di Penfui fu uno scontro che ebbe luogo il 9 novembre 1749 sulle colline di Penfui, presso l'attuale Kupang. Un grande esercito topass venne sconfitto dalle forze numericamente inferiori della Compagnia olandese delle Indie orientali dopo la ritirata delle forze timoresi alleate dal campo di battaglia, portando alla morte anche del leader dei Topass, Gaspar da Costa. Dopo la battaglia, sia l'influenza dei Topass che dei portoghesi su Timor iniziò a declinare, portando alla formazione di un confine stabile tra la Timor olandese e quella portoghese che corrisponde pressappoco al moderno confine tra Timor Est e Timor Ovest.

## Antefatto
Dopo la perdita di Malacca a favore degli olandesi nel 1641, i portoghesi si spostarono quindi sul sultanato di Gowa ed il regno di Tallo prima di venire espulsi pure da questi luoghi, ripiegando in seguito verso Timor che era controllata dal Portogallo e l'arcipelago di Solor. La presenza portoghese nella regione risaliva al 1520 quando i primi coloni avevano fondato l'insediamento commerciale di Lifau, in grean parte abitata dalla tribù dei Topass – chiamati "portoghesi neri", composti da discendenti asiatico-europei, schiavi liberadi come i mardijkeri ed alcuni cristiani locali. I Topass mantenevano un'influenza significativa sulla politica dell'isola. Le relazioni tra le comunità portoghesi "nera" e "bianca" peggiorarono col tempo, con un aperto conflitto nel corso del XVIII secolo quando i portoghesi cercarono di introdurre un governo diretto installando un loro governatore. Quest'idea venne ostacolata dai locali e non vi fu un governatore portoghese sino al 1748.
Le forze portoghesi avevano invasol l'entroterra di Timor nel 1642, stabilendo il loro governo nella parte centrale dell'isola. La Compagnia olandese delle Indie orientali prese il forte di Solor nel 1613 e si stabilì in quella che è la città di Kupang dopo aver sconfitto i portoghesi sul posto nel 1653. Questi si allearono coi nativi delle tribù di Sonbai ed Amabi nel 1655, ma vennero sconfitti nei conflitti successivi. Le guerre intermittenti e i conflitti scoppiati tra XVII e XVIII secolo, permisero agli olandesi di ricostruire il loro forte a Kupang nel 1746. Durante questo periodo il controllo olandese su Timor e sulle aree circostanti venne in gran parte limitato al loro forte di Kupang e nelle aree da esso dipendenti. All'inizio del 1749, il governante di Sombai (che era ritornata sotto l'influenza portoghese) si insediò presso Kupang, facendo sì che Gaspar da Costa, capo dei Topass, riprendesse le armi contro coloro che non erano alleati dei portoghesi.
Il 18 ottobre 1749, il governante di Amabi informò gli olandesi della presenza di un grande esercito che si stava assemblando. Da Costa voleva costringere Sombai a prestargli giuramento, con l'aiuto degli alleati dei portoghesi oltre al regno di Larantuka. Il raja di Amarassi, uno dei governanti alleati di da Costa, inviò un ambasciatore nel tentativo di convincere il raja di Kupang e gli olandesi a rimanere neutrali nel conflitto.

## Le forze in campo
I resoconti olandesi della battaglia stimano la presenza di "decine di migliaia" di forze nemiche con una stima tra i 20 000 ed i 50 000 uomini, per quanto questo dato possa apparire un'esagerazione dal momento che la popolazione dell'intera Timor era inferiore al mezzo milione di abitanti all'epoca. Alcuni uomini impiegati erano nativi che erano stati costretti ad aderire a questo o a quell'esercito, come pure diversi capi locali erano stati uccisi per ordine di da Costa che li sospettava di voler passare agli olandesi. Secondo diverse tradizioni orali, l'esercito si trovò assembrato a Nunuhenu, presso Ambeno, prima di marciare verso Kupang. Da Costa non venne supportato dalle autorità portoghesi e non aveva il pieno controllo sui Topass.
Oltre agli alleati, che non presero parte alle lotte iniziali, circa 500 furono i soldati olandese (un sergente, due caporali, 20 soldati europei, 130 mardijker, 240 guerrieri da Savu, 60 da Solor e 30 da Rote oltre a una compagnia di volontari) dotati di armi da fuoco. Inoltre, vi erano ulteriori soldati nella guarnigione della fortezza di Kupang. Le forze olandesi erano comandate dall'alfiere Christoffel Lipp, mentre i mardijker erano comandati da Frans Mone Kana. Prima dello scontro, gran parte della popolazione di Kupang aveva già lasciato il villaggio temendo l'avvicinarsi del nemico. I guerrieri di Rote e di Savu erano demoralizzati dal momento che gli olandesi avevano affondato le loro navi al loro arrivo per paura che potessero fuggire dal campo di battaglia.

## La battaglia
L'esercito di da Costa si accampò a Penfui, un'area collinare ad est di Kupang, e costruì dei forti di pietra e terra sul posto. La domenica mattina del 9 novembre 1749, le forze olandesi partirono da Kupang verso l'accampamento. Dopo aver incontrato le forze olandesi, gli Amarasi, che erano stati assegnati a guardia delle prime fortificazioni, inviarono gli olandesi un inviato con il messaggio "possiamo d'ora in poi dirci amici degli olandesi" e lasciarono il campo di battaglia, senza comunque proseguire la lotta al fianco degli olandesi. Quando gli olandesi proseguirono verso altre fortificazioni, altre tribù timoresi che erano state costrette a combattere lasciarono il campo di battagli di fronte a loro. Dopo la battaglia, molti dei locali sotto il comando di da Costa si allinearono a fianco degli olandesi.
Gli olandesi tentarono quindi di prendere le altre fortificazioni, ottenendo ulteriori consensi tra le popolazioni locali. Coi Topass intrappolati nelle ultime fortificazioni, da Costa tentò di lasciare il campo di battaglia, ma venne scalzato da cavallo con una zagaglia e venne decapitato. Altri diversi tentativi di fuga vennero stroncati, provocando 2000 morti, tra cui diversi ufficiali Topass e tre raja nativi. Le perdite per gli olandesi furono minime con 19 morti tra i timoresi, 1 madijker e due volontari morti a causa delle ferite subite.
Subito dopo la battaglia, i timoresi decapitarono i morti sul campo ed inviarono una lettera al governatore generale di Batavia riportando 10 000 teste in tutto. Quando il governatore portoghese di Timor, Manuel Correia de Lacerda, seppe dell'esito della battaglia addossò la colpa del fallimento a da Costa, avendo ignorato i suoi consigli a lasciar perdere.
Lo storico svedese Hans Hägerdal ha sottolineato come per quanto l'esercito di da Costa fosse notevole, i timoresi non erano preparati ad un conflitto su vasta scala e pertanto la sconfitta di da Costa fu "logica".

## Conseguenze
La sconfitta portò al declino dell'influenza dei Topass su Timor ed indebolì con essa anche quella dei portoghesi. Nei seguenti dodici anni, le tribù di Timor spostarono la loro alleanza dai portoghesi agli olandesi. Nel 1769, le autorità portoghesi sull'isola spostarono il loro quartier generale da Lifau ad ovest, verso Dili ad est, per stare lontani sia dagli olandesi che dai Topass. Lo storico olandese Herman Gerrit Schulte Nordholt ha sottolineato come il fatto che molti ritengano questa battaglia un punto di svolta decisivo della storia timorese sia un'"esagerazione", ma quel che è sicuro è che il bilanciamento dei poteri cambiò radicalmente dopo lo scontro, e probabilmente se da Costa non avesse fallito, Timor e l'arcipelago di Solor sarebbero rimasti portoghesi.
Per la vittoria degli olandesi, la chiesa protestante mantenne stabile la propria presenza a Timor, anche se non vi fu un immediato tentativo di convertire la popolazione locale. Circa 50 000 abitanti di Timor passarono sotto la sovranità degli olandesi, e negli anni '50 del Settecento diversi regnanti locali cattolici si convertirono alla chiesa riformata olandese.
A metà Settecento, il comandante olandese del forte di Kupang lanciò una campagna contro i Topass per indebolire la loro presenza, conquistando diverse fortificazioni, ma fallendo molte volte nella conquista della loro fortezza di Noemuti, in parte perché i mercanti makassaresi continuavano a rifornire i Topass di polvere da sparo, ed in parte per una serie di alleanze e problemi logistici. Gli olandesi tentarono ripetutamente di sviluppare una certa ingerenza negli affari di Timor sino alla metà del XIX secolo. Il confine tra l'area olandese e quella portoghese non venne formalizzato sino al XIX secolo. L'area dove avvenne lo scontro è oggi occupata dal El Tari International Airport.